# District de Kuçovë
Le district de Kuçovë (en albanais : Rrethi i Kuçovës) est un des 36 districts de l'Albanie. Sa population est de 38 000 habitants et sa superficie de 112 km². Il se situe au centre du pays et sa capitale est Kuçovë. 
Kuçovë est le centre de l'industrie pétrolière albanaise, elle a été construite avec l'aide soviétique dans les années 1950. Bien qu'une grande partie des infrastructures date de la période communiste et a été installé par les Italiens pendant la période de Zog. Aujourd'hui très peu des puits de pétrole fonctionnent, et dans quelques endroits le pétrole s'infiltre à la surface.
La ville a souffert beaucoup pendant la période post-communiste et il y a maintenant beaucoup d'usines et de centrales abandonnées dans et autour de la ville. Elle est visiblement plus pauvre que les villes voisines telle que Berat. Kuçovë était auparavant une zone militaire fermée et la base aérienne était l'une des plus grandes d'Albanie, des MiG des années 1950 survolaient souvent le ciel jusqu'en 2005.
Le district dépend de la préfecture de Berat.